# South Lineville (Misuri)
South Lineville es un pueblo ubicado en el condado de Mercer en el estado estadounidense de Misuri. En el Censo de 2010 tenía una población de 28 habitantes y una densidad poblacional de 196,56 personas por km².

## Geografía
South Lineville se encuentra ubicado en las coordenadas 40°34′43″N 93°31′27″O / 40.57861, -93.52417. Según la Oficina del Censo de los Estados Unidos, South Lineville tiene una superficie total de 0.14 km², de la cual 0.14 km² corresponden a tierra firme y (0%) 0 km² es agua.

## Demografía
Según el censo de 2010, había 28 personas residiendo en South Lineville. La densidad de población era de 196,56 hab./km². De los 28 habitantes, South Lineville estaba compuesto por el 100% blancos, el 0% eran afroamericanos, el 0% eran amerindios, el 0% eran asiáticos, el 0% eran isleños del Pacífico, el 0% eran de otras razas y el 0% pertenecían a dos o más razas. Del total de la población el 0% eran hispanos o latinos de cualquier raza.